# Kulturzentrum

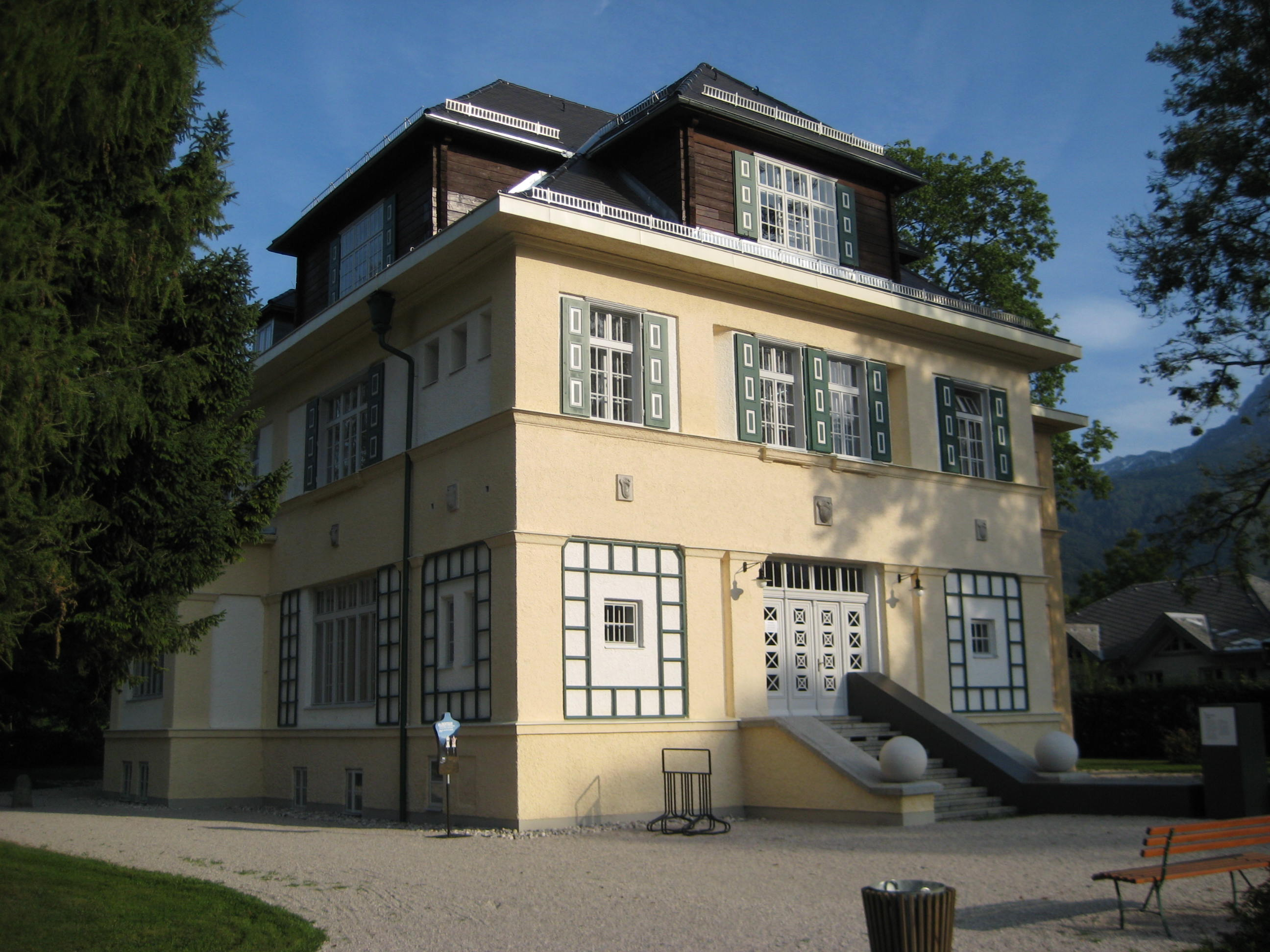
Die Deutschvilla in Strobl am Wolfgangsee (Salzburg) wird von einem Verein als Kulturzentrum genutzt (Foto: 2008)

Kulturzentrum ist ein Begriff für eine Versammlungsstätte in einem Gebäude, das Räumlichkeiten für Kultur, soziale Projekte und Gastronomie einer Gemeinde unter einem Dach vereint. Die bauliche Anlage besteht im Wesentlichen aus einem oder mehreren Sälen mit verschiedenartigen Nebenräumen.

## Beschreibung
Kulturzentren werden entweder von der Kommune, einem gemeinnützigen Träger oder einem Verein betrieben und müssen meist kommunal gefördert werden, weil sie sich betriebswirtschaftlich nicht selbst tragen könnten.
Der Begriff Bürgerzentrum bezeichnet oft das Gleiche. Er war in den 1970er und 1980er Jahren in westdeutschen klein- und mittelstädtischen Gemeinden als Bauform gebräuchlich.
Gebäude mit vergleichbarer Funktion waren in der DDR die Kulturhäuser.
In neuerer Zeit werden auch Gebäude zur Religionsausübung, wie Moscheen, mit kulturellen Nutzungen kombiniert (Islamisches Kulturzentrum).

## Überregional bekannte Kulturzentren
- Gasteig, München
- KOMM, Nürnberg
- Köpi, Berlin
- Kulturzentrum Reitschule, Bern